# Drei Intermezzi
Drei Intermezzi für Pianoforte zu vier Händen is een verzameling composities van Christian Sinding. Hij wisselde zijn kleine werkjes voor piano solo of piano/viool weer eens af met een serietje voor quatre mains. 
De drie intermezzi kregen geen verdere titels mee:
1. Intermezzo nr. 1 (con brio) (C majeur)
2. Intermezzo nr. 2 (Andante) (E majeur)
3. Intermezzo nr. 3 (con fuoco) (As majeur)